# Ranunculus pygmaeus
Espèce
La renoncule naine (Ranunculus pygmaeus) est une espèce de plante de la famille des renonculacées.
Elle a une distribution arctique et dans les chaînes de montagnes (Alpes scandinaves, Rocheuses, Alpes orientales et Tatras).